# Alejandro Velazco
Alejandro Velazco fue un político peruano. 
Fue elegido diputado suplente por la provincia de Paucartambo en 1892. Su mandato se vio interrumpido por la Guerra civil de 1894. 